# Volkswartbund
Der Volkswartbund (VWB) war eine der römisch-katholischen Kirche angeschlossene Vereinigung in Deutschland mit Sitz in Köln, die sich dem Kampf gegen Verstöße der öffentlichen Sittlichkeit verpflichtet sah und über bis zu 80 Ortsgruppen verfügte. Hauptanliegen waren Indizierungen in den Medien. Der Vorsitzende wurde vom Kölner Erzbischof ernannt. Generalsekretär war vom Jahr 1927 bis zu seinem Tod 1958 der promovierte Michael Calmes. Einflussreich war der VWB in der Adenauer-Ära; Ende der 1960er Jahre verlor der Verbund an Bedeutung.

## Geschichte und Ausrichtung
Der Volkswartbund wurde im Jahr 1927 gegründet und ging zurück auf den „Kölner Männerverein zur Bekämpfung öffentlicher Unsittlichkeit“, der 1896 von dem Zentrumspolitiker Hermann Roeren gegründet worden war. Andere Quellen nennen den im Jahr 1898 gegründeten reichsweiten Verein „Katholischer Verband zur Bekämpfung der öffentlichen Unsittlichkeit“ oder „Katholische Vereinigung zum Schutz und zur Fürsorge der Jugend“. Vereinsorgan war in den Jahren 1908 bis 1932 Der Volkswart, dann bis 1943 Mitteilungen des Volkswartbundes. Mitte der 1960er Jahre hatte er etwa 3000 Mitglieder.
Er bekämpfte in Pamphleten, Büchern und Vorträgen Homosexualität (vgl. § 175). Die inhaltliche Ausrichtung war laut der Historikerin Sybille Steinbacher vor dem Jahr 1945 national ausgerichtet, verband Wehrfähigkeit mit Sittlichkeit und war von antisemitischen und antimodernistischen Elementen geprägt. Auch kam es zu einer engen Zusammenarbeit mit NS-Behörden. Im Vereinsblatt wurde bisweilen – so der Theologe und Historiker Christoph Kösters – die eigene Arbeit „völkisch überhöht“ dargestellt. Im September 1951 veröffentlichte der Bonner Amtsgerichtsrat Richard Gatzweiler im Volkswartbund sein erstes Pamphlet zum Thema Homosexualität, in dem er quasi eine Verschärfung der Vorgehensweise und die Strafbarkeit auch der weiblichen Homosexualität forderte und mit der biblischen Metapher begründete „Was soll man aber mit einem Baum tun, dem die Fruchtbarkeit versagt ist?“. Bisweilen wurden Homosexuelle im Kalten Krieg der Ära Adenauer auch als „Moskaus neue Garde“ diffamiert.
Außerdem wandte sich der Volkswartbund gegen Freikörperkultur und Naturismus: „Wir befürchten, daß die Manager des deutschen Nacktwunders – durch die positive Bereitstellung des Nackten zum Ruin ethischer Ansprüche beitragen.“ Gegen Richard Ungewitter prozessierte er jahrelang. Weitere Ziele seines „Kampfes für Sittlichkeit und Anstand“ waren Personen wie Beate Uhse, Bücher wie Katz und Maus und Filme wie Die Sünderin. Seine von ihm initiierten Klagen und angestrengten Prozesse haben indirekt erheblich zur Abgrenzung und Wahrung der Presse- und Meinungsfreiheit sowie der Bürgerrechte in der jungen Bundesrepublik beigetragen.
Der Volkswartbund beobachtete den Zeitschriften-, Film- und Buchmarkt und belieferte, da selbst nicht antragsberechtigt, die Innenministerien der Länder mit ausgearbeiteten Indizierungsanträgen. Er wurde 1951 untertitelt mit „Bischöfliche Arbeitsstelle für Fragen der Volkssittlichkeit“, der die Fuldaer Bischofskonferenz ‘vor allem die Wahrnehmung des literarischen Jugendschutzes und die Bekämpfung der öffentlichen Unsittlichkeit’ übertrug.
Der VWB war 1952 Herausgeber für das Buch Jugendnot-Jugendhilfe. Winke für den Klerus. seines Generalsekretärs Michael Calmes.
In den Jahren 1959 bis 1962 veranlasste der VWB 271 Indizierungsanträge bei der Bundesprüfstelle für jugendgefährdende Schriften, von denen 91 zu Indizierungen führten.
Eigenen Angaben zufolge prüfte er bis dahin 593 Romane und Aufklärungsschriften und 26 Zeitschriften, Magazine, Filme und Bildserien. Sein Generalsekretär Friedrich Weyer formulierte dies mit den Worten: „Mit dem Anspruch, Kunst zu sein“, dringe eine Literaturgattung auf den bundesdeutschen Büchermarkt, die „darauf abzielt, gesellschaftliche Tabus einzureißen, eine ‘morbide’ Sittenordnung ad absurdum zu führen, um schließlich als verkappte Pornographie zum Bestseller zu avancieren“ und nannte Beispiele wie Lady Chatterley von D. H. Lawrence, Lolita von Vladimir Nabokov und La Nola von Alberto Moravia, die er als „Unterleibsliteratur“ bezeichnete. Ferner gerieten Illustrierte und Zeitschriften, Aktfilme aus Frankreich und Skandinavien sowie Versandhäuser, deren Sortiment auch sexualhygienische Artikel umfasste, aber auch gegen ihn gerichtete Satire etwa der pardon ins Visier des Volkswartbundes.
Ab 1965 veröffentlichte der VWB die Zeitschrift Concepte. Im Jahr 1971 benannte er sich – bereits bedeutungslos und losgelöst von der katholischen Kirche – um in „Zentralstelle für Fragen der Sozialethik und Sozialhygiene e.V.“, dann in „Zentralstelle für Sozialethik“ ohne seine Herkunft klar zu benennen. Die öffentliche Anerkennung als Träger der freien Jugendhilfe wurde 2014 in Nordrhein-Westfalen gestrichen.